# سیارک ۵۲۵۵
سیارک ۵۲۵۵ (به انگلیسی: 5255 Johnsophie، نامگذاری:1988KF) پنج هزار و دویست و پنجاه و پنجمین سیارک کشف شده‌است که در ۱۹ مه ۱۹۸۸ کشف شد.
قدر مطلق سیارک برابر ۱۲٫۱۰ است.